# Спасо-Преображенский собор (Нижегородский кремль)
Спасо-Преображенский собор — несохранившийся кафедральный собор Нижегородской епархии, который находился в юго-восточной части Нижегородского кремля.

## История

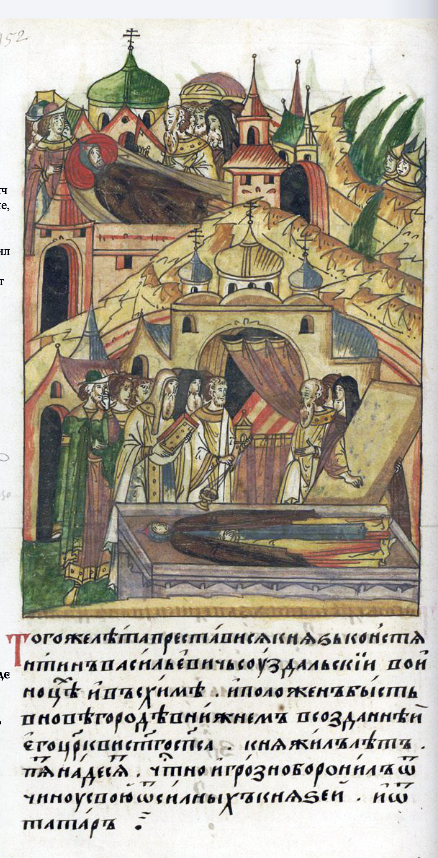
Князя Константина Васильевича хоронят в построенном им храме

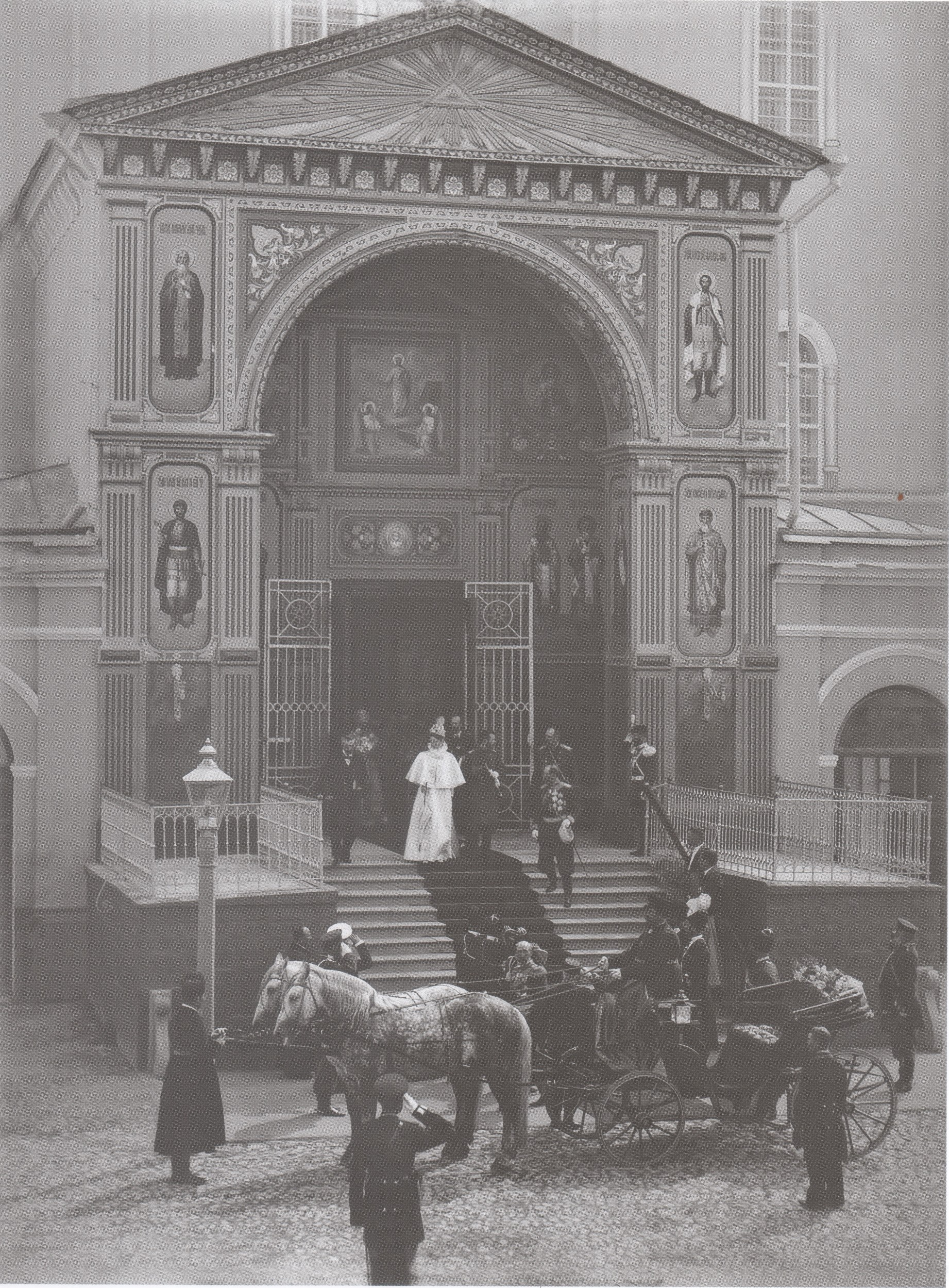
Выход Николая II с супругой из собора, июль 1896 года.

Первый храм, построенный на месте Спасо-Преображенского собора, был заложен сразу после основания Нижнего Новгорода. Это была церковь в честь Преображения Господня, построенная великим князем Владимирским Юрием Всеволодовичем в 1225—1227 годах. После выделения из Великого княжества Владимирского самостоятельного Нижегородского княжества его князь Константин Васильевич построил на её месте большой соборный храм, также в честь Преображения Господня, который был освящён в 1352 году. Сюда был перевезён из Суздаля древний образ Спаса Нерукотворного, написанный в Греции. В 1377 и 1378 годах храм сильно пострадал от татарских разорений, однако икона Спаса Нерукотворного была вовремя эвакуирована. В 1380-е годы великий князь Нижегородский Дмитрий Константинович возобновил собор.
В XVII веке царь Михаил Фёдорович и его отец, патриарх Филарет, в благодарность нижегородцам за организацию народного ополчения, освободившего Москву, выделили средства из казны на строительство нового собора, поскольку старый к тому времени сильно обветшал. Работами руководил известный зодчий Лаврентий Возоулин. Храм, строившийся по образцу московского Успенского собора, «был выстроен в 15 саженях от прежнего храма, к северу и окончен в 1632 году, но освящён только в 1652 г.» — при царе Алексее Михайловиче. Старый собор стоял рядом с новым ещё более 40 лет. В 1672 году в новый собор из старого (перед его разборкой) были перенесены гробницы нижегородских князей и княгинь, а также прах национального героя Кузьмы Минина. Собор стал кафедральным.

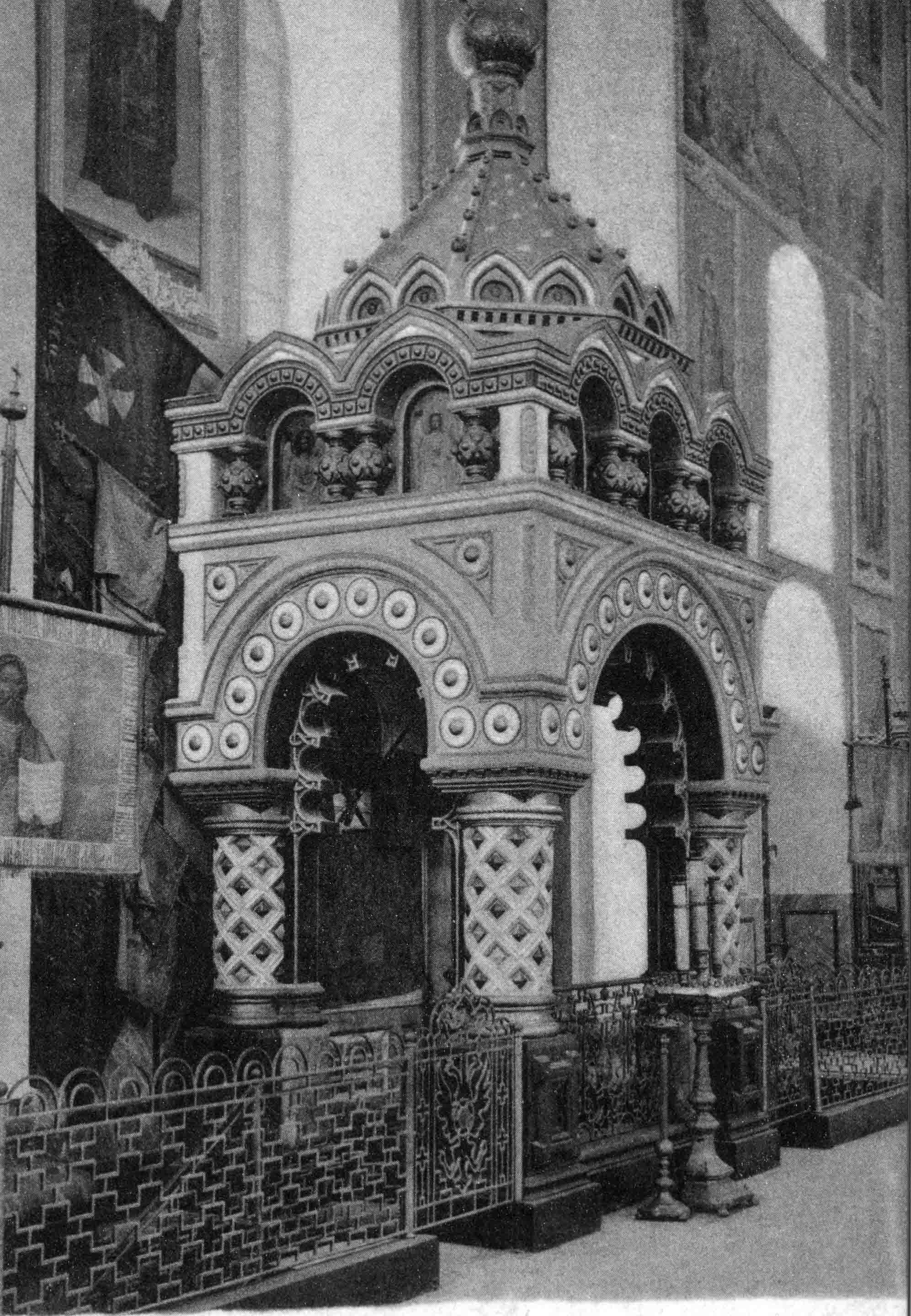
Гробница Кузьмы Минина в Спасо-Преображенском соборе

В 1816 году, в связи с появлением трещин в стенах, богослужение в храме было приостановлено. Комиссия специалистов во главе с А. Бетанкуром изучила техническое состояние конструкций и пришла к выводу о необходимости перестроить здание. В августе 1827 года был объявлен конкурс на разработку нового проекта с условием «придерживаться насколько возможно старинного вида собора». Академией художеств был выбран проект архитектора Авраама Мельникова в русско-византийском стиле, в котором традиционные черты исторического памятника были дополнены классицистическими элементами. В 1829 году старый собор разобрали и через год на его месте заложили новый, который был освящён осенью 1834 года. Стены собора расписал к 1837 году художник Железнов. В подклете собора были помещены гробницы нижегородских князей, княгинь, архиереев и Кузьмы Минина. В начале 1850-х годов архиепископ Иаков (Вечерков) благословил устроить в подклете три алтаря с иконостасами, так, что подклет стал «усыпальническим храмом». Его главный алтарь был освящён в честь Казанской иконы Божией Матери 26 августа 1851 года в память об избавлении Москвы от поляков, правый — в честь великомученика Димитрия Солунского 26 октября 1853 года, левый — 26 февраля 1852 года во имя священномучеников бессеребренников Космы и Дамиана. Престолы были освящены в честь святых, имена которых носили князь Пожарский и гражданин Минин.
Первоначально у собора был единственный престол — в честь Преображения Господня. Впоследствии к нему были пристроены ещё два придела: правый, в честь иконы Божией Матери Всех Скорбящих Радости (освящён 10 января 1857 года) в память разобранного собора, и левый в честь основателя Нижнего Новгорода святого благоверного князя Георгия (освящён 3 февраля 1863 года). У северной стороны собора в 1870-х годах над могилой Кузьмы Минина была возведена часовня, построенная по проекту архитектора Л. В. Даля. Она была освящена 12 августа 1874 года в день победы войска Минина над гетманом Ходкевичем.
Всего через пять лет после окончания строительства собор посетил маркиз де Кюстин, которого поразил величественный облик храма, от которого, казалось, так и веяло стариной.
Войдя нынче утром в городской собор, я был взволнован его видимою ветхостью; я думал, что коль скоро здесь находится гробницa Мининa, то, значит, здание это стоит в неприкосновенности более двухсот лет; от такой уверенности я находил вид его еще более величественным. Губернатор подвел меня к усыпальнице героя; его могилa неотличимa от надгробий старинных владетелей Нижнего, и император Николай, придя посетить её, в патриотизме своем изволил спуститься прямо в подземелье, где покоится тело.
— Вот один из самых красивых и примечательных храмов, какие мне довелось видеть в вашей стране, — скaзал я губернатору.

— Это я его выстроил, — отвечал г-н Бутурлин.

— Как? Что вы хотите скaзать? Вы, вероятно, восстановили его?

— Дa нет: старый храм совсем обветшал; государь счел за лучшее не чинить его, a отстроить целиком заново; еще менее двух лет нaзад он стоял на пятьдесят шагов дальше и выступал из рядa прочих зданий, так что портил план нашего кремля.

— А как же кости Мининa, его останки? — воскликнул я.

— Их выкопали вместе с остaнками великих князей, похороненных прежде; теперь все они в новой усыпальнице — вот под этим камнем.

Теперь вы знаете, как понимают здесь уважение к праху мертвых, почитание памятников старины и поклонение изящным искусствам! Притом император, зная, что старинa зaслуживает почтения, пожелал, чтоб церковь-новостройку чтили нaравне с прежнею; как же он поступил? объявил её старинною, и онa такою сталa; так власть берет здесь на себя роль божествa. Новый храм Мининa в Нижнем является старинным, a ежели вы сомневаетесь в сей истине, то вы просто бунтовщик.
К западу от собора стояла его колокольня. После пожара 1715 года, в результате которого старая рубленая колокольня сгорела, а её колокола превратились в бесформенные куски металла, по наставлению митрополита Нижегородского и Алатырского Сильвестра (Волынского) была возведена новая, каменная колокольня в виде восьмигранного столпа с шатровой крышей. После окончания строительства в 1716 году на неё с Часовой башни кремля были перенесены древние часы, приведённые боем к малым «зазванным» колоколам, общее число которых достигло в начале XVIII века двенадцати.
В июле 1896 года храм посетил император Николай II с супругой в рамках посещения грандиозной Всероссийской выставки 1896 года.
После революции кафедральный собор был закрыт для богослужения в августе 1918 года. В 1924—1929 годах была разобрана колокольня, а сам храм был взорван в 1929 году в связи со строительством Дома Советов. Перед взрывом (в период с 22 по 27 февраля 1929 года) была вскрыта часть находившихся в соборе гробниц; останки предоставлены Губмузею. После взрыва собора, уже при рытье фундамента под Дом Советов, «вспомнили» о гробнице Минина, и останки, обнаруженные в ней, были переданы в музей. В 1962 году, к 350-летию событий 1612 года, останки Минина были перезахоронены в Михайло-Архангельском соборе.

### Современность
В настоящее время на месте Спасо-Преображенского собора располагается здание администрации Нижнего Новгорода (бывший Дом Советов). Рядом с ним в 2005 году установлен поклонный крест в напоминание о стоявшем там когда-то соборе, а в 2012 году — построена часовня в честь Спаса Нерукотворного.
В 2020—2021 годах было осуществлено воссоздание колокольни собора на историческом месте, в рамках подготовки к 800-летию Нижнего Новгорода. 31 декабря 2020 года состоялся пуск четырёх часов-курантов с тремя механизмами, установленных над ярусом звона, а само здание открылось в День России, 12 июня 2021 года. Верхняя площадка колокольни, помимо своего основного предназначения, используется также в качестве обзорной точки, на которую можно подняться на лифте.
По словам губернатора Нижегородской области Глеба Никитина, воссоздание самого собора невозможно, поскольку стоящий на его месте бывший Дом Советов — памятник конструктивизма, который «нельзя трогать».

Фотографии
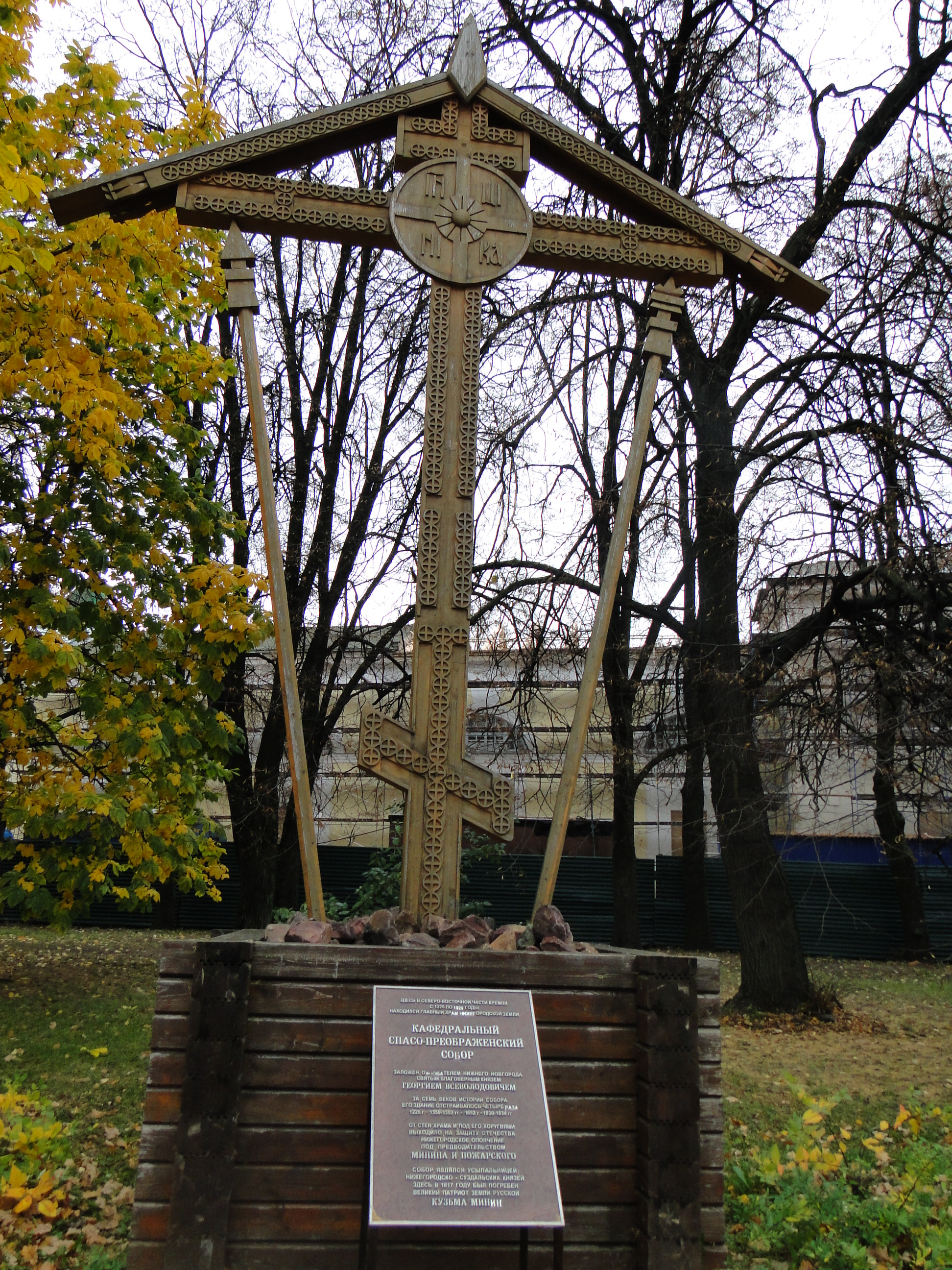
Поклонный крест (фото 2011 г.)
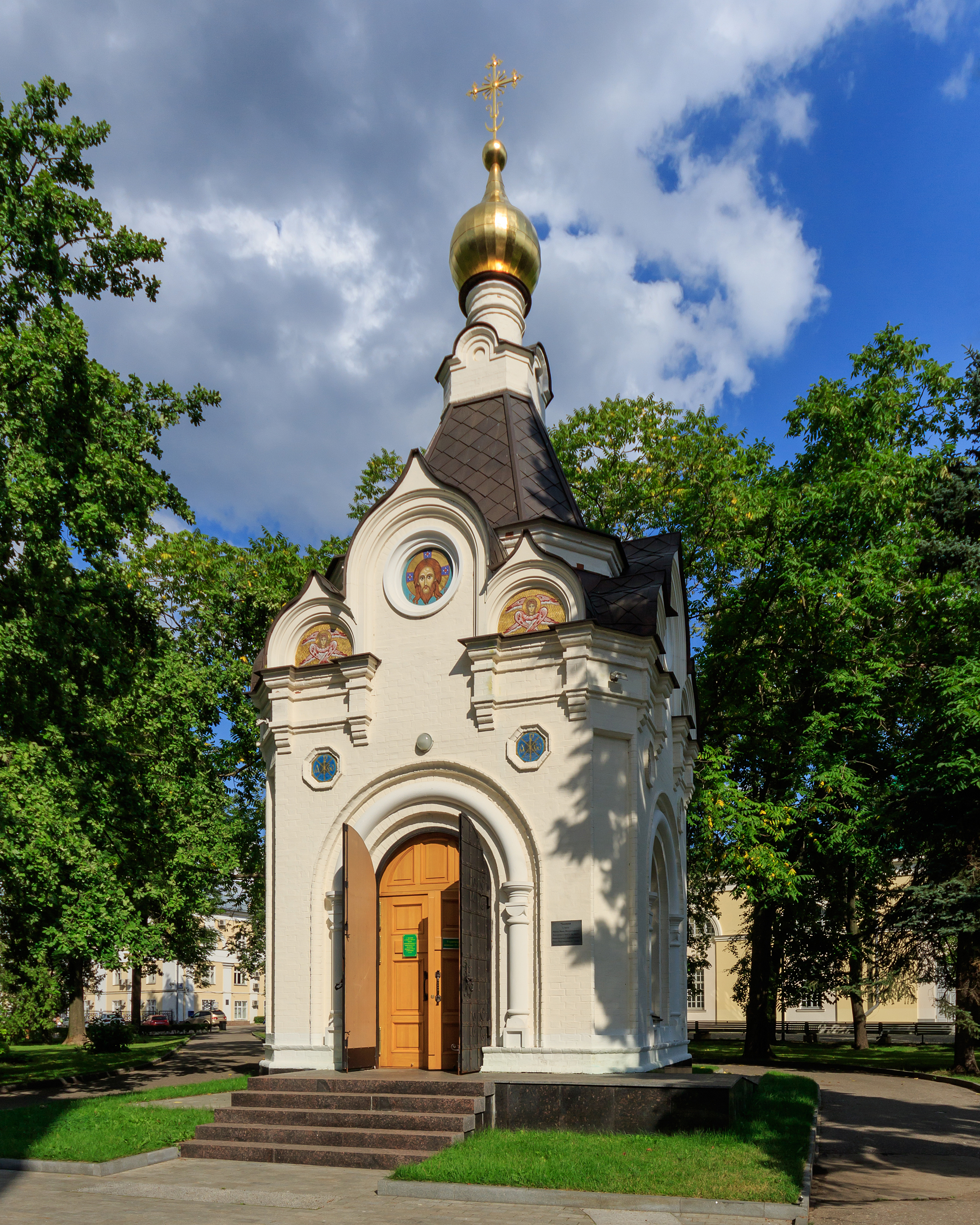
Спасская часовня, открытая в ноябре 2012 года в память о соборе
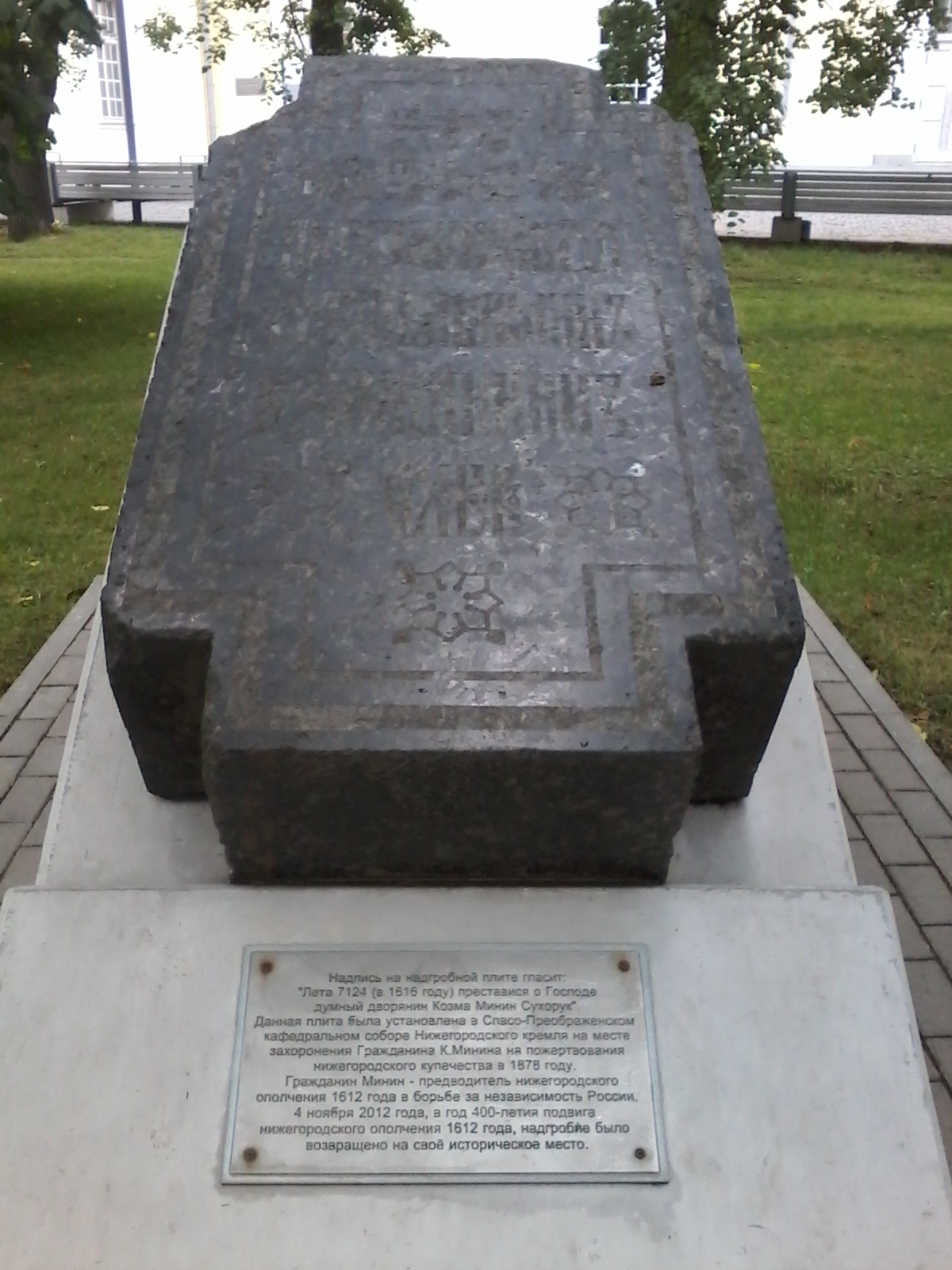
Надгробная плита на предполагаемом изначальном местоположении могилы Кузьмы Минина (за часовней)
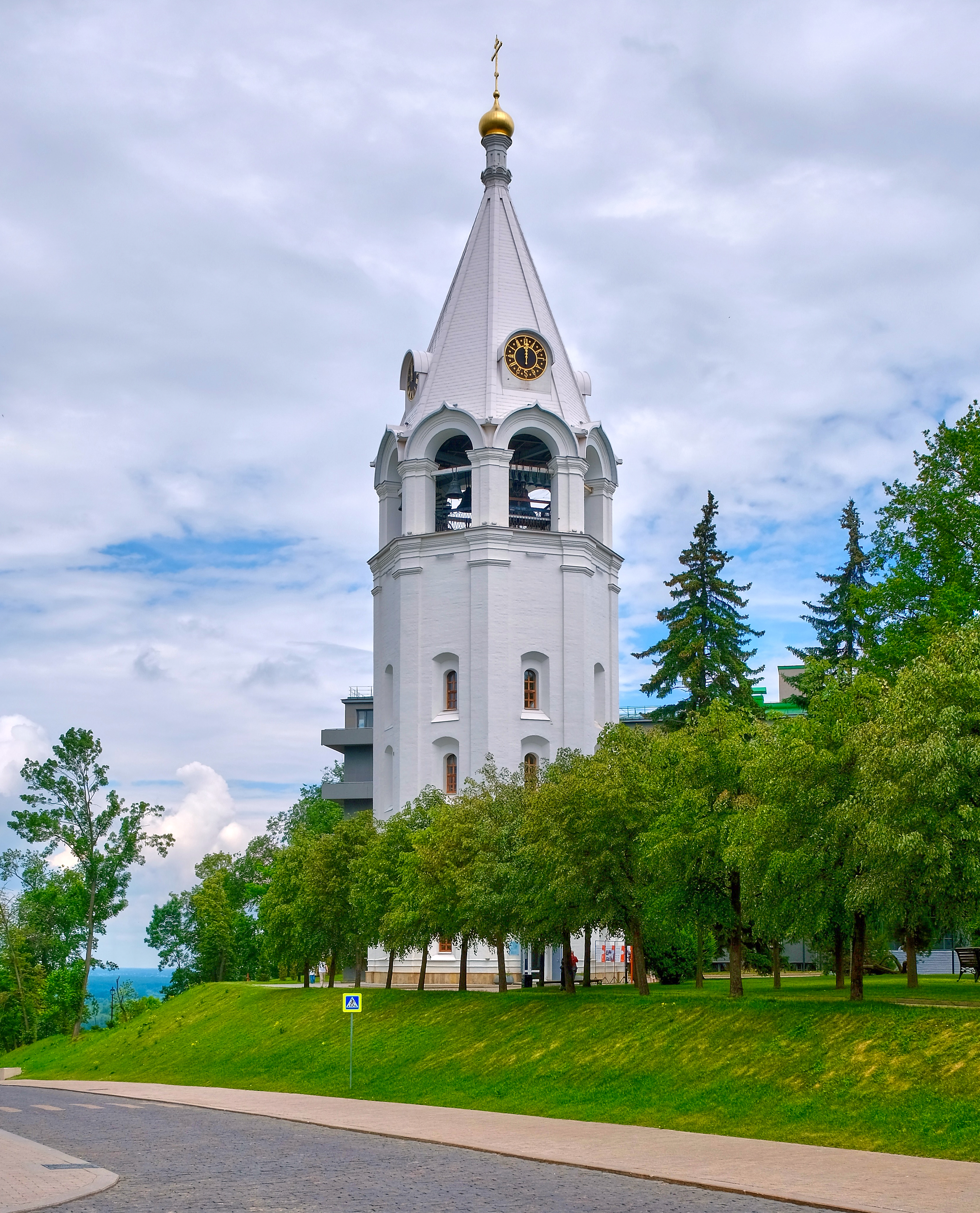
Восстановленная колокольня
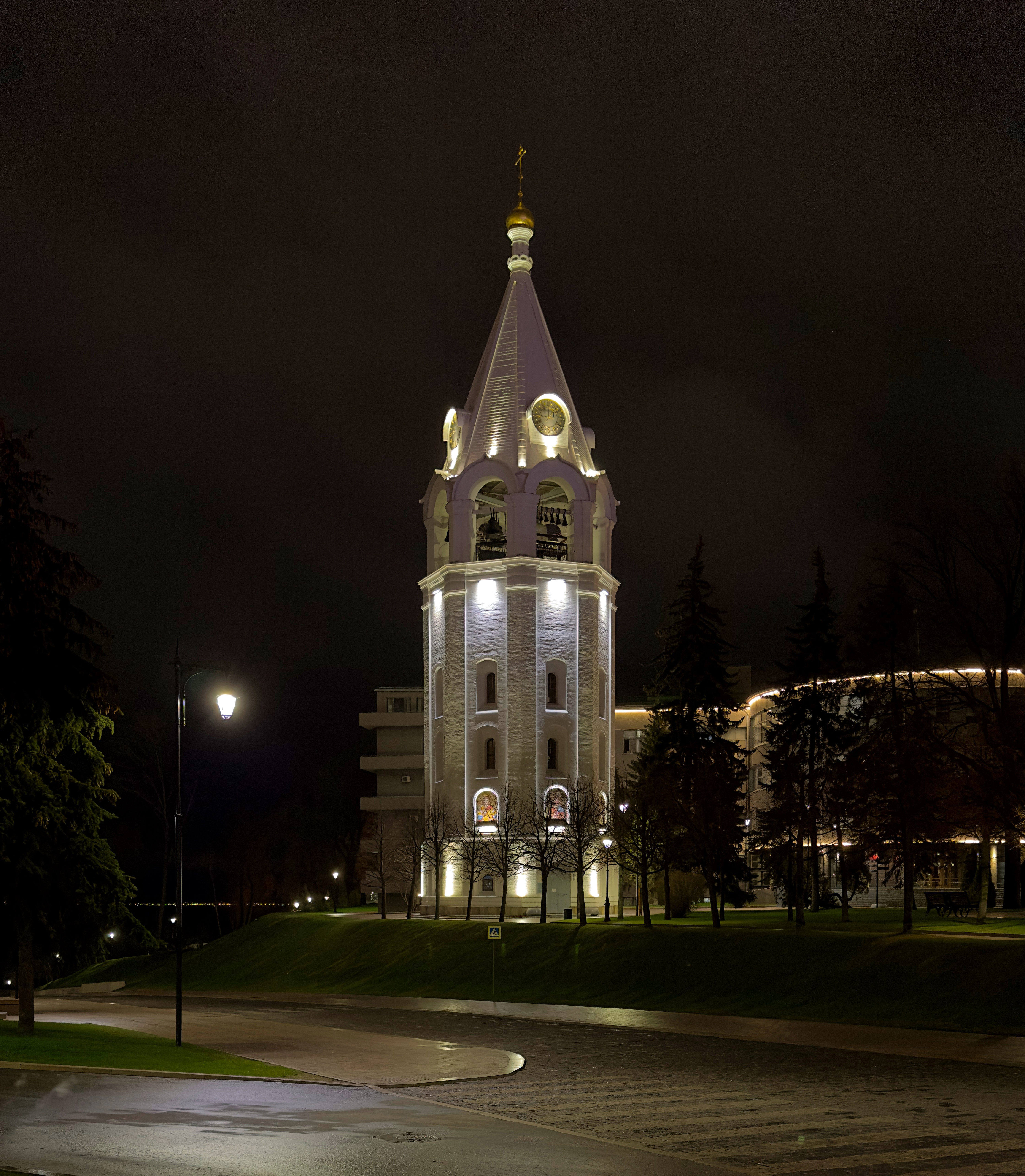
Ночная подсветка колокольни

## Реликвии храма
Среди хранившихся в Спасо-Преображенском соборе реликвий были:
- Греческий образ Спаса Нерукотворного, привезённый из Суздаля великим князем Константином Васильевичем в 1352 году. Согласно преданию, когда в 1378 году город был сожжён татарами, в соборе обгорели все иконы, кроме этой, которую пламя обошло стороной.
- Местночтимый образ Божией Матери Всех Скорбящих Радости 1745 года.
- Кипарисный крест 1710 года с частицей древа Господня, установленный митрополитом Нижегородским Селиверстом.
- Иконы с частицами мощей, залитых в воскомастике: Иоанна Предтечи, апостола Андрея, апостола Луки, святого Василия Великого, святого архидиакона Стефана, великомученика Георгия, великомученика Меркурия, великомученика Прокопия, великомученика Иоанна Воина, святого мученика Мины, святого бессеребренника Космы, великомученицы Варвары, Марии Магдалины, преподобного Алексия человека Божия, Бориса и Глеба, Георгия Всеволодовича, великомученика Евстафия Плакиды, Артемия Веркольского и преподобной Ксении.

## В кино
Спасо-Преображенский собор был частично показан в документальном фильме 1916 года «Мининские юбилейные торжества в Н.-Новгороде 8 мая с. г.».